# Oligotoma humbertiana
Oligotoma humbertiana är en insektsart som först beskrevs av Henri Saussure 1896.  Oligotoma humbertiana ingår i släktet Oligotoma och familjen Oligotomidae. Inga underarter finns listade i Catalogue of Life.